# Raymond Lessard
Raymond William Lessard (ur. 21 grudnia 1930 w Grafton, Dakota Północna, zm. 3 stycznia 2016 w Boynton Beach, Floryda, USA) – amerykański duchowny katolicki, biskup Savannah w latach 1973-1995.

## Życiorys
Ukończył seminarium duchowne św. Pawła w Saint Paul. 16 grudnia 1956 otrzymał święcenia kapłańskie i inkardynowany został do rodzinnej diecezji Fargo. W czasie obrad soboru watykańskiego II był osobistym doradcą swego ordynariusza. Od stycznia 1964 roku pracował jako oficjał w Kongregacji Konsystorialnej
5 marca 1973 papież Paweł VI mianował go ordynariuszem Savannah. Sakry udzielił mu ówczesny metropolita Atlanty Thomas Donnellan. Z funkcji tej zrezygnował 7 lutego 1995 z powodów zdrowotnych.